# Robert Borg
Robert Borg   (Manila, 27 de maig de 1913 - Michigan, 5 d'abril de 2005) va ser un oficial militar i genet estatunidenc, guanyador d'una medalla olímpica.
El 1948 va prendre part en els Jocs Olímpics d'Estiu de Londres, on va disputar dues proves del programa d'hípica. En la prova de doma per equips guanyà la medalla de plata, mentre en la de doma individual fou quart. Quatre anys més tard, als Jocs de Hèlsinki, tornà a disputar dues proves del programa d'hípica. Destaca una sisena posició en la prova de doma per equips, mentre als Jocs de Melbourne de 1956 finalitzà en posicions més endarrerides.
Als Jocs Panamericans de 1955 va guanyar la medalla de plata en la prova doma individual. El 1960 va patir un accident d'equitació que el va deixar parcialment paralitzat. A causa de la seva discapacitat va fer construir una plataforma giratòria de fusta a la seva granja de Michigan per poder continuar treballant amb cavalls. En total, va entrenar uns 600 cavalls durant la seva vida.
El 2003 va ser inclòs al Saló de la Fama de la Federació de Doma Clàssica dels Estats Units.